# Comuna de Grajewo
Grajewo (polaco: Gmina Grajewo) é uma gminy (comuna) na Polónia, na voivodia de Podláquia e no condado de Grajewski. A sede do condado é a cidade de Grajewo.
De acordo com os censos de 2004, a comuna tem 6156 habitantes, com uma densidade 20 hab/km².

## Área
Estende-se por uma área de 308,13 km², incluindo:
- área agricola: 62%
- área florestal: 30%

## Demografia
Dados de 30 de Junho 2004:
|                      | Total   | Total | Mulheres | Mulheres | Homens  | Homens |
| -------------------- | ------- | ----- | -------- | -------- | ------- | ------ |
|                      | pessoas | %     | pessoas  | %        | pessoas | %      |
| População            | 6156    | 100   | 2990     | 48,6     | 3166    | 51,4   |
| Densidade (pop./km²) | 20      | 100   | 9,7      | 9,7      | 10,3    | 10,3   |

De acordo com dados de 2002, o rendimento médio per capita ascendia a 1358,81 zł.

## Comunas vizinhas
- Goniądz, Prostki, Radziłów, Rajgród, Szczuczyn, Wąsosz